# Renato Braga
Raimundo Renato de Almeida Braga mais conhecido como Renato Braga (Cruzeiro do Sul, 20 de dezembro de 1905 - Fortaleza, 13 de junho de 1968) foi engenheiro agrônomo, professor, escritor e político brasileiro.

## Biografia
Nasceu no seringal Vitória, na Reserva Extrativista do Alto Juruá, nas redondezas do município de Cruzeiro do Sul, no então território do Acre, filho de pais cearenses, Antônio Bruno de Almeida Braga (natural de Acopiara) e de Maria José Rosas Braga. Em 1918, regressou com a família para o Ceará, estabelecendo-se primeiramente em Acopiara e, no ano seguinte, em caráter definitivo, em Fortaleza.
Em 1924 matriculou-se na Escola de Agronomia do Ceará, colando grau em 1927 como Engenheiro Agrônomo. Por ato de 28 de março de 1938, foi nomeado Diretor da Escola de Agronomia, contando com o apoio decisivo do Dr. José Martins Rodrigues, secretário da Agricultura e Obras Públicas, para modernização da Escola. Instalou laboratórios e gabinetes de Química, Física, Minerologia, Geologia, Zoologia, Botânica, Zootecnia. Oportunizou estágios para os professores no Sul do País, em estabelecimentos de pesquisa. A convite do Interventor Federal Dr. Pedro Firmeza, assumiu, em 1945, o cargo de Secretário dos Negócios da Agricultura e Obras Públicas, conservando-se neste até sua desincompatibilização para concorrer às eleições a Constituinte Estadual.
Em sua gestão como Secretário da Agricultura foi criado o Departamento Estadual de Estradas de Rodagem.
Filiado ao antigo PSD (Partido Social Democrático), foi Deputado Estadual por duas legislaturas (1946 a 1954), participando da elaboração da Constituição Estadual de 1947. Em abril de 1959, no governo Parsifal Barroso, foi convidado para Secretário da Fazenda, quando equilibrou as finanças Estaduais. Junto à Universidade Federal do Ceará criou o Instituto de Zootecnia, objetivando uma política de desenvolvimento da pecuária e das indústrias correlatas. Na gestão do magnífico Reitor Antônio Martins Filho, referida Instituição foi instalada, sendo nomeado Renato Braga como seu Diretor.
Faleceu de derrame cerebral, aos 63 anos. Era casado desde 31 de maio de 1930, com Miriam da Justa de Almeida Braga, com quem teve cinco filhos, dentre os quais, Otávio de Almeida Braga, engenheiro agrônomo, e Maria Luisa Braga Viana, esposa do ex-deputado federal Ernani Viana.

## Obras
Lista a completar
- Plantas do Nordeste - especialmente do Ceará, Imprensa Oficial do Ceará 1960
- Dicionário Geográfico e Histórico do Ceará, pela Imprensa universitária do ceará em 1964